# Palmetto Building
El Palmetto Building, también conocido como Sheraton Columbia Downtown Hotel, es uno de los primeros rascacielos de la ciudad de Columbia, la capital del estado de Carolina del Sur (Estados Unidos). Fue construido entre 1912 y 1913 y diseñado por el arquitecto Julius Harder, y Wilson y Sompayrac se desempeñaron como arquitectos supervisores. Una vez finalizado, fue el edificio más alto de Carolina del Sur y siguió siéndolo durante décadas. En la actualidad es e décimo edificio más alto de Columbia. Fue incluido en el Registro Nacional de Lugares Históricos en 1980. Fue importante en la carrera arquitectónica de Charles Coker Wilson, estableciendo sus credenciales para la construcción de rascacielos con estructura de acero.

## Arquitectura
Es un ejemplo de un rascacielos de principios del siglo XX, con planta en forma de U y detalles neogóticos en dos de sus fachadas. Estas son de piedra caliza y terracota, con una cornisa de cobre. En los costados decorados (sur y el oeste) hay relieves de alusivos al algodón, el maíz y las vides, y ocho arcos neotudorianos en las bahías de su planta baja. Las ocho ventanas rectangulares de los pisos decimotercero y decimocuarto tienen a su vez una decoración más elaborada que el resto de la fachada, con marcos de cobre y enjutas.